# Ghiacciaio Gran
Il ghiacciaio Gran è un ghiacciaio lungo circa 6 km situato nella regione centro-occidentale della Dipendenza di Ross, in Antartide. Il ghiacciaio, il cui punto più alto si trova a circa 1100 m s.l.m., si trova in particolare nella zona meridionale della dorsale Convoy, dove fluisce verso sud partendo da una sella che lo divide dal ghiacciaio Midship e scorrendo tra il monte Gran, a ovest, e il monte Woolnough, a est, fino a unire il proprio flusso a quello del ghiacciaio Mackay.

## Storia
Il ghiacciaio Gran è stato mappato dai membri della spedizione Terra Nova, condotta dal 1910 al 1913 e comandata dal capitano Robert Falcon Scott, ma è stato così battezzato solo in seguito dai membri della squadra neozelandese della spedizione Fuchs-Hillary, condotta dal 1956 al 1958, che esplorarono l'area del ghiacciaio nel novembre 1957, in associazione con il vicino monte Gran, che a sua volta era stato così battezzato a inizio del Novecento in onore di Tryggve Gran, un ufficiale norvegese facente parte della sopraccitata spedizione Terra Nova.